# NGC 6554
NGC 6554 is een open sterrenhoop in het sterrenbeeld Boogschutter. Het hemelobject werd op 14 juli 1830 ontdekt door de Britse astronoom John Herschel. NGC 6554 bevindt zich op een tweetal graden ten westen van Messier 24, de sterrenwolk die ook wel bekend is als Delle Caustiche.